# يوليوس (مسبار فضائي)

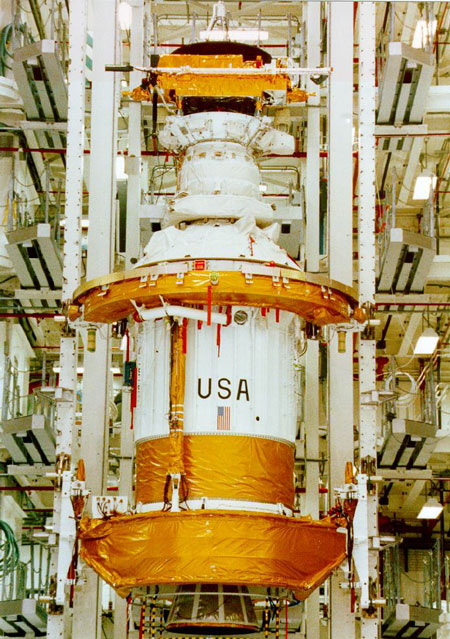
مسبار يوليوس

مسبار يوليوس وهو مسبار فضائي أرسل بالتعاون بين وكالة الفضاء الأمريكية ناسا ووكالة الفضاء الأوروبية وتم تأخر المهمة عن موعدها المقرر في سنة 1986 بسبب تحطم المكوك شالنجر ليتم إرسال المسبار أخيراً في سنة 1990 وكان الغرض الأساسي لهذه المهم استكشاف المنطقة القطبية الشمسية بما فيها الرياح الشمسية والحقل المغناطيسي الشمسي. كان آخر يوم عمل للمسبار يوليوس في 30يونيو 2009 
احتاج المسبار لكي يدرس الشمس بالنسبة لجميع دوائر العرض لتغيير زاوية ميلانه المداري وترك مستوي النظام الشمسي. يحتاج المسبار لتغيير زاوية ميلانه المداري لنحو 80 درجة إلى تغيير كبير في سرعته حول للشمس، والطاقة التي يحتاجها هذا الأمر تفوق قدرة أي صاروخ حامل. اختار مخططو المهمة من أجل الوصول إلى المدار المطلوب حول الشمس مناورة مساعدة الجاذبية حول المشتري، وعنى لقاء كوكب المشتري أنّ المسبار لم يُشغّل بواسطة الخلايا الشمسية. بل شُغّل بواسطة بطارية نظائر مشعة (مولد حراري للنظائر المشعة) بدلًا من الخلايا الشمسية.
سُميت المركبة الفضائية في الأساس أوديسيوس بسبب مسارها الطويل وغير المباشر في دراسة الأقطاب الشمسية، ثمّ غُيِّر اسمها إلى يوليسيس، وهي الترجمة اللاتينية لكلمة «أوديسيوس»، بناءً على طلب وكالة الفضاء الأوروبية في تكريم ليس فقط للبطل الأسطوري هوميروس بل أيضًا تكريمًا لشخصية دانتي في قصيدة الجحيم. كان من المقرر إطلاق يوليسيس في الأصل في مايو من عام 1986 على متن مكوك الفضاء تشالنجر في المهمة إس تي إس-61-إف. أُجّل إطلاق يوليسيس بسبب خسارة تشالنجر حتى 6 أكتوبر من عام 1990 حيث أُطلق على متن مكوك الفضاء ديسكفري في المهمة إس تي إس-41.

## المسبار الفضائي
يشبه شكل المسبار الفضائي يوليسيس الصندوق تقريبًا (مربع)، أبعاده 3.2 x 3.3 x 2.1  مترًا (10.5 x 10.8 x 6.9 قدم). مُركّب على المسبار طبق هوائي بقطر 1.65 متر (5.4 قدم) ومصدر طاقة عبارة عن بطارية نظائر مشعة (مولد حراري للنظائر المشعة). قُسم الصندوق إلى أقسم هادئة وصاخبة. يقع القسم الصاخب بالقرب من بطارية النظائر المشعة، ويتضمن القسم الهادئ المعدات الإلكترونية. ثُبّتت المكونات ذات الصوت العالي مثل مكبر الصوت للهوائي الراديوي ثنائي القطب خارج الهيكل تمامًا، وكان الصندوق بمثابة قفص فاراداي.
كان يوليسيس يدور بشكل مستقل حول المحور زد والذي يتزامن بشكل تقريبي مع محور الطبق الهوائي. وُضعت بطارية النظائر المشعة، والهوائي السوطي، والمعدات الهادرة لتستقر حول هذا المحور، بمعدل دوران اسمي يبلغ خمس دورات في الدقيقة. ويوجد داخل جسم المسبار خزان وقود الهيدرازين. استُخدم وقود الدفع الأحادي الهيدرازين لتصحيح المسار نحو المشتري، واستُخدم لاحقًا لإعادة توجيه محور الدوران باتجاه الأرض (وبالتالي الهوائي). جرت السيطرة على المسبار الفضائي بواسطة ثمانية محركات دفع مقسمة إلى مجموعتين. كانت محركات الدفع تعمل في مجال زمني للقيام بالدوران أو الإزاحة (التحريك). وقامت أربعة مستشعرات شمسية بضبط التوجيه. ومن أجل التحكم الدقيق بالوضعية، ثُبتت تغذية الهوائي الذي يعمل في النطاق إس (يغطي الترددات من 2 إلى 4 غيغاهرتز) بعيدًا قليلًا عن المحور. قادت تغذية الهوائي المتوازنة بالاشتراك مع دوران المسبار إلى تذبذب واضح في الإشارة الراديوية المُرسلة من الأرض عند استقبالها على متن المسبار الفضائي. كانت سعة وطور هذا التذبذب متناسبة مع توجيه محور الدوران بالنسبة إلى اتجاه الأرض. يُسمى هذا الأسلوب في تحديد التوجيه النسبي المسح المخروطي، وقد استُخدم في الرادارات الأولى للتتبع الآلي للأهداف، وأيضًا كان شائع جدًا في الصواريخ المبكرة الموجهة بالأشعة تحت الحمراء.
استخدم المسبار النطاق إس لأوامر الوصلة الصاعدة ولقياس معلومات الوصلة الهابطة عن طريق أجهزة إرسال واستقبال مزدوجة التكرار بقوة 5 واط. واستخدم المسبار النطاق إكس في الارتباط الهابط فقط عن طريق أنبوب الموجة المرتحلة المزدوج بطاقة 20 وات حتى تعطل آخر أنبوب متبقي في المسبار في يناير من عام 2008. استخدم الطبق الهوائي كلا الحزمتين إس وإكس مع تغذية ذات تركيز أساسي على عكس تغذية عاكس كاسيغرين التي تستخدمها معظم الأطباق الهوائية الأخرى.
تخزن أجهزة تسجيل ثنائية شريط التسجيل، والذي يبلغ سعة كل منها 45 ميغابت تقريبًا، البيانات العلمية بين دورات الاتصالات الاسمية التي تبلغ 8 ساعات في بداية المهمة وتستمر خلال مراحلها الأخرى.
صُمم المسبار لمقاومة حرارة النظام الشمسي الداخلي والبرودة نتيجة الاقتراب من كوكب المشتري. يُحمى المسبار من درجات الحرارة المنخفضة للنظام الشمسي الخارجي بواسطة تغطية كثيفة وأجهزة تسخين كهربائية.
تُستخدم الأنظمة الحاسوبية المتعددة (وحدات المعالجة المركزية، والمعالجات الدقيقة، ووحدات معالجة البيانات) في العديد من الأدوات العلمية، بما في ذلك العديد من المعالجات الدقيقة أر سي إيه 1802 التي تعتمد على الإشعاع المقوى. يتضمن الاستخدام الموثق للمعالجات الدقيقة أر سي إيه 1802، معالجين 1802 في الأداة العلمية ‹‹سي أو إس بّي آي إن)، وعلى الأقل معالج 1802 واحد في الأدوات العلمية جي أر بي، هاي سكيل، إس دبليو آي سي إس، أس دبليو أو أو بّي إس، يو أر إيه بّي، مع أمكانية دمج معالجات دقيقة في مكان آخر.
كانت كتلة المسبار الكلية عند الإطلاق 366.7كيلو غرام (808 رطل)، 33.5 كيلوغرام (73.9 رطل) من هذه الكتلة عبارة عن وقود الهيدرازين (المُستخدم في التحكم بالوضعية وفي تصحيح المدار).

## المهمة

### التخطيط
استمر رصد الشمس في دوائر عرض منخفضة حتى إطلاق يوليسيس. يحدد مدار الأرض مستوي مسار الشمس والذي يختلف عن مستوي خط الاستواء الشمسي بمقدار 7.25 درجة فقط. حتى المركبات الفضائية التي تدور مباشرة حول الشمس تقوم بالدوران في مستويات قريبة من مسار الشمس لأن الإطلاق المباشر في مدار شمسي عالي الميل يتطلب صاروخ حامل كبير جدًا.
قامت العديد من المركبات الفضائية بمناورة مساعدة الجاذبية في سبعينيات القرن العشرين مثل (بيونير 11، مارينر10، وفوياجر1، وفوياجر2). هدف هذه المناورات هو الوصول إلى كواكب أخرى تدور بشكل قريب من مسار الشمس، وبالتالي غالبًا ينتج تغييرات في مستوي دوران المركبة. ومع ذلك، لا تقتصر مساعدة الجاذبية على المناورات في المستوي، فيمكن أن ينتج تحليق مناسب حول كوكب المشتري تغير كبير في المستوي. وبالتالي اقتُرحت مهمة باسم «خارج المسار الشمسي (أو أو إي)».
كان المفروض في الأساس أن تبني ناسا وإيسا مركبتين فضائيتين، تحت اسم المهمة القطبية الشمسية الدولية. وتُرسل واحدة من المركبتين فوق المشتري ثم تحت الشمس، وتحلق الأخرى تحت المشتري وبعدئذ فوق الشمس. وهذا ما يوفر تغطية متزامنة. وبسبب انخفاض النفقات، أُلغيت المركبة الفضائية الأمريكية في عام 1981. وصُممت مركبة فضائية واحدة وأُعيد صياغة المشروع باسم يوليسيس تبعًا لمسار الرحلة غير المباشر وغير المُختبر. زودت ناسا المركبة بمولد حراري للنظائر المشعة، وبخدمات تخص الإطلاق، وقامت إيسا بتعيين شركة أستريوم جي إم بي إتش فريدريش شافن (معروفة سابقًا بأنظمة دورنيير) في ألمانيا لبناء المركبة الفضائية. قُسمت الأدوات العلمية بين فرق من الجامعات والمعاهد البحثية في أوروبا والولايات المتحدة الأمريكية. وفّرت هذه العملية 10 أدوات علمية على متن يوليسيس.